# Співволодіння
«Співволодіння» (CoDominium) — вигаданий всесвіт американського фантаста Джеррі Пурнелла, до якого згодом долучилися інші автори.

## Опис
Сполучені Штати Америки і відновлений Союз Радянських Соціалістичних Республік для стабільності на планеті створили об'єднаний політичний альянс, який керує Землею, а згодом міжзоряною імперією. Для досягнення миру довелося припинити розвиток науки і політики.
Корупція змушує Бюро переміщення силоміць транспортувати мільйони в'язнів, дисидентів і «расово чистих» людей з регіонів на Землі, які сподобалися окремим особам або групам, на занедбані колонії в інших зоряних системах. Об'єкти мають різний рівень придатності для проживання людства — від землеподібних до жахливо смертельних.
Століття минає у відносному мирі, з'являються міжзоряні польоти і колонізація віддалених об'єктів. Для підтримання миру повністю зупинено наукові дослідження і політичний розвиток. Альянс занепадає внаслідок розбіжностей між обома учасниками, які досі ненавидять один одного. Використання значної кількості ядерної зброї призводить до спустошення Землі, яке відчутне і тисячу років потому.
Після занепаду Альянсу планета Спарта стає ядром Імперії людей. Імперія сторіччями живе у мирі, проявами агресії не вважаються загарбання, подолання повстань та чужинців.
Генетично створені суперсолдати планети Саурон почали громадянську війну, у якій зазнали поразки, а їхню планету зроблено непридатною для проживання.
Імперія занепадає і скочується в розвитку.
Через кілька століть Спарта набрала достатньо сил для створення Другої Імперії людей. Для запобіганню руйнівної для цивілізації війни Імперія вирішує захопити усі населені людьми планети дипломатично, зрідка з використанням сили.

## Хронологія
Економічні труднощі середини 1990-их призвели до політичних і військових переворотів у Російській Федерації, яка відродила СРСР, імовірно з приєднанням інших колишніх республік. Почалася третя холодна війна.
До 2000 США і СРСР об'єдналися у Співволодіння. Низка договорів передала зовнішню політику обох держав наднаціональному рівню, залишивши незалежними внутрішні справи. Утворення альянсу припинило третю холодну війну. США і СРСР почали панувати на Землі, обмеживши владу усіх інших держав. Запроваджено заборону військових досліджень, обмежено поширення ядерної зброї.
Між 2004 і 2008 науковці Калтеху створили рушій Алдерсона, який дозволив здійснювати подорожі між двома найближчими зірками.
2006 заборона військових досліджень поширюється на окремі військовоподібні дослідження.
2008 перші дослідницькі кораблі вилетіли за межі Сонячної системи.
2009 в останній арабо-ізраїльській війні Ізраїль переміг Велику Сирійську Республіку, анексувавши більшість сирійської території. Після цього Співволодіння заборонило усі міждержавні війни. Майже століття альянс запобігав великим війнам на Землі, хоча іноді вибухали незначні конфлікти.
2010 виявлено перші придатні для проживання людей планети за межами Сонячної системи. Почалося комерційне використання позасистемних об'єктів. Недостатньо придатні планети забезпечено тераформувальними наборами. Заборонено усі дослідження, які можливо використати з військовою метою. Науковці для діяльності мають отримувати ліцензію.
2020 почалося масоване створення іншозоряних колоній. Створювалися колонії альянсу, окремо американські і радянські. Інші країни також створили власні колонії. Значна частина американських колоній створена релігійним сектами, національним меншинами, першопрохідцями або зеленими. Великі корпорації профінансували шахтарські колонії на багатих мінералами непридатних для життя планетах.
З космічного флоту і зоряної піхоти альянсу створено Флот, який об'єднав усі види збройних сил.
Християнство об'єднано під керівництвом Папи Римського, незгодні мігрували з Землі.
Уряд США почав переміщувати безробітних з центрів міст до фінансованих владою передмість — «островів добробуту», щоб тримати їх подалі від законослухняних платників податків. Ці особи отримували почесне звання «громадян» і могли проживати безстроково. Вони могли отримати звання «платника податку», якщо працювали або навчалися або добровільно вирушали заселяти інші планети. Більшість залишалася на островах.
2024 на планеті, згодом названій Спарта, засновано дослідницьку станцію, а 2030 додано військову базу.
На початку 2030-их в'язнів почали примусово переселяти в колонії.
2036 група інтелектуалів на чолі з інакомислячими американськими викладачами університетів як товариство Конституціоналістів отримала дозвіл на заселення планети Ботані-бей і керування нею за їхніми уявленням, допоки вони погоджуватимуться приймати примусових переселенців.
2038 товариство Конституціоналістів заснувало колонію на планеті Ботані-бей і перейменувало її на Спарту.
2039 генетичні дослідження визнано незаконними.
На початку 2040-их з лабораторії втекли два генетично модифіковані організми і вбили кілька мільйонів людей. Це спричинило заколоти, в яких убивали генних інженерів. Заборонено генну інженерію і генетично модифіковані організми.
2040 альянс дозволив самоуправління планеті Спарта з двома королями і сенатом, подібно до однойменної античної держави.
Почалося масоване примусове переміщення колоністів — політичних опонентів і неліцензованих науковців, більшість становили кримінальні злочинці. Згодом примусове переміщення досягло 15 мільйонів на рік.
2042 колонія Саурон занепала внаслідок отруйності місцевої рослинності і непридатності ґрунтів для земних сільськогосподарських культур. Компанія-власник продала планету англійським сепаратистам з Квебеку і південноафриканським репатріантам, які проживали в Канаді і Австралії. На планету прибули науковці з технологіями генетичних модифікацій. Контроль над еволюцією став головним у філософії планетян.
2048 альянс започаткував необмежену міграцію населення між країнами Землі.
Станом на 2050 існувало приблизно 40 колоній, без врахування станцій дозаправки і астероїдних гірництв. Багато колоній отримали тераформувальні набори, що складалися з ґрунтових бактерій, насіння трави й інших рослин, іноді ссавці, зокрема кролики і лисиці. Окремі колонії отримали обмежене самоуправління. Добровільна міграція в колонії зменшилася після широкого ознайомлення зі складними умовами проживання на освоюваних теренах. Окремим етнічним і сепаратистичним групам створювалися несприятливі умови, щоб змусити їх мігрувати. Підвищення рівня морів знищило багато населених пунктів і змусило людей мігрувати в колонії. Кілька колоній стали цілком придатним для проживання, переважно заселені і підтримувані материнськими державами.
До 2057 керівники планет Фрідланд, Левант, Саурон, Сталін і Ксанаду сформували «Братство», метою якого було ослаблення Співволодіння і отримання більшої автономії їхніми планетами.
2060 альянс через обмежені кошти почав полишати найбільш віддалені і найменш прибуткові колонії.
З наростанням націоналізму на Землі у США і СРСР почали виникати сумніви у необхідності альянсу.
2062 Співволодіння визнало незалежність влади Спарти і надало в користування орбітальну станцію, але залишило невеликий гарнізон в столиці і зберегло право транспортувати в'язнів.
2065 після 17 років неконтрольованої міграції на Землі 37 з 450 мільйонів жителів США іноземці. Внаслідок низького рівня асиміляції відбулася балканізація. Зросла культурна самоідентифікація і сегрегація американських індіанців.
Наприкінці 2060-их багато надзвичайно успішних колоній почали прагнути більшої незалежності. Окремі створили власні невеликі космічні флоти.
2072 повстання в Сибіру, Туркестані, Казахстані, Грузії, Верхній Монголії. СРСР і Бюро переміщень почали масовані депортації радянських меншин до колоній.
З 2074 до 2076 США і Бюро переміщень депортували племена навахо, маніту, крі. Інуїти уникли депортації, мігрувавши на північ континенту. США і СРСР депортували «Синів Свободи» і "Нових радянських людей.
Зі зростанням американського націоналізму, Вест Поінт запровадив обмеження на користь армії США на противагу війську Співволодіння.
2077 Саурон став повноцінним членом Асамблеї Співволодіння.
Впродовж 2070-их — 2080-их за межами США і СРСР зросла ненависть до обох країн, а самі учасники альянсу відновили протистояння 20-го століття і з'явилися вимоги розпустити Співволодіння. Уряди США і СРСР продовжували підтримувати альянс, але зменшили його фінансування для компромісу з націоналістами.
Співволодіння контролює щонайменше 70 планет у сфері 200 світлових років у найбільшому поперечнику. З ослабленням альянсу покинуто найбільш віддалені і найменш прибуткові колонії. Під контролем залишилися Таніт і планета Фулсона для транспортування в'язнів і Хейвен для усіх небажаних категорій.
Найсильніші планети (відносно багаті і з населенням не менше 50 мільйонів) стали незалежними і встановили власні сфери впливу.
Англійська мова на Землі після додавання багатьох іспанських і східних запозичень перетворилася на англік. Колонії зберегли мови перших поселенців.
Співволодіння запобігало виникненню міжпланетних війн, хоча на окремих об'єктах виникали конфлікти місцевого рівня.
Кілька планет вирішило використовувати власні війська як найманців для обходу заборони на міжпланетні загарбання.
На початку 2080-их було впроваджено заборону на використання найманців.
2089 Саурон запровадив обов'язкове генетичне моделювання ненароджених дітей, що значно збільшило кількість «покращених» людей.
2096 значна бюджетна криза у США, політична криза в СРСР. Перший заколот на кораблі альянсу. Розпущено Великий Сенат.
У кінці 2090-их Співволодіння реорганізовано. Великий Сенат, який представляв США і СРСР замінено Сенатом Співволодіння, який представляв усі держави Землі і окремі колонії. Флот Співволодіння продовжує контролювати планети, внаслідок зменшення частина планет опинилася поза межами його впливу.
2098 Саурон проголосив незалежність і почав будувати космічний флот.
2103 Кілька країн американського і неорадянського блоків запропонували Сенату Співволодіння ухвалу про власну незалежність, Саурон запропонував ухвалу про більшу незалежність колоній. Прем'єр-міністр СРСР запропонував ліквідувати альянс.
Почалася війна між США І СРСР та іншими державами. Відбулися обміни ядерними ударами між двома наддержавами, що спричинило величезні руйнування. Кінець Співволодіння. Тисячі людей тікають з Землі на усіх доступних космічних кораблях. Колишній Флот Співволодіння полишив Землю, його радянські частини обрали планету Свята Катерина як нову базу.
2110 коронація короля Спарти і його одруження з правителькою Святой Єкатєріни. Колишній Флот Співволодіння присягнув Спарті. Початок панування Спарти.
2111 початок формаційних війн — різні планети почали розширювати сфери впливу.
2120 Спарта контролює значну частину космосу і є неофіційною першою міжзоряною імперією.
2250 проголошено Імперію людей з королем Спарти на чолі. Спартанська Гегемонія контролює увесь населений людьми космос.
У 2300-их Саурон почав програму схрещення для виведення суперсолдатів, планета перетворилася на мілітаризоване суспільство з чистокровним патріархом на чолі.
2432 Саурон почав створення кіборгів з використанням суперсолдатів від попередньої програми. Науковці використали маніпуляцію генів для поліпшення суперсолдатів.
2594 смерть імператора, який не залишив нащадків, почала хвилю зіткнень і заколотів.
2598 у Імперському парламенті з Сауроном на чолі сформовано коаліцію визволення, яка почала вимагати права на вихід зі складу Імперії.
2603 Саурон здійснив несподівану масовану атаку на Святую Єкатєріну, Загинуло майже мільярд населення. Саурон і коаліція визволення проголосили незалежність. Почалися війни за незалежність.
На початку 2620-их перебіг війни був несприятливим для Імперії — повстання придушувалися, але планети продовжували відокремлюватися. Імперії довелося полишити неукріплені об'єкти. До війни як третій учасник поряд з лояльними імперськими силами і незалежниками з Сауроном на чолі долучилися імперські претенденти на престол.
У кінці 2630-их Саурон програв війну, але Імперія зазнала чималих втрат. Саурон не зміг залучити багато союзників, а початкові учасники коаліції визволення не надали достатньо] допомоги. Атаки Саурону були відбиті, а контратаки імперії дуже рідко були успішними. Десятки планет Імперії було стерилізовано Сауроном. Імперія під тиском обставин уклала компроміси з незалежниками для зосередження на Сауроні.
2640 масовані імперські флоти атакували систему Саурона. Зруйновано Домашній флот Саурона. Планету бомбардовано лазерами і ядерними зарядами. Від потужних ударів тріснула кора планети і виступила магма, океани випарувалися, підводні міста зруйнувалися.
До 2800 війни закінчилися. Спарта зберегла зв'язок з кількома прилеглими системами. Імперський флот успішно захищав Спарту під час війн, при цьому був знищений. Спартанці позбулися титулу імператора.
2827 група мошків з планети Мошка-прайм, остерігаючись інтелігентної цивілізації в системі Нової Каледонії за 35 світлових років від них, запустила зонд до неї.
2882 на Новій Шотландії після висновку, що Мошка є Зіницею Господа створено Церкву Його.
2902 світло від Мошки зникло, Церква Його почала швидко занепадати.
2903 проголошено Другу Імперію Людей. Імператором короновано спартанського монарха. Проголошено «Клятву воз'єднання» — нова імперія обіцяє об'єднати усі колонії людей, при потребі силою.
3017 два військові кораблі досягли системи Мошки.
3018 два військові кораблі повернулися з системи Мошки. Організовано блокаду системи Мошки.
Станом на 3029 Імперія контролює щонайменше 200 планет у сфері 1000 світлових років у найбільшому поперечнику.

## Місця

### Земля
Колиска людства. Після об'єднання США і СРСР у Співволодіння і появу міжзоряних польотів стала центром колоніальної держави.
У США Республіканська і Демократична партії злилися в Об'єднану партію. зберігши республіканське і демократичне крила. Американське суспільство поділене на дві касти: освічених і привілейованих платників податків і громадян, які живуть на соцзабезпеченні. Громадянські права значно обмежені.
В СРСР Комуністична партія продовжила бути вищим класом, але позбулася ідеології.
2065 після 17 років неконтрольованої міграції на Землі 37 з 450 мільйонів жителів США іноземці. Внаслідок низького рівня асиміляції відбулася балканізація. Зросла культурна самоідентифікація і сегрегація американських індіанців.
2096 значна бюджетна криза у США, політична криза в СРСР.
2103 Кілька країн американського і неорадянського блоків запропонували Сенату Співволодіння ухвалу про власну незалежність, Саурон запропонував ухвалу про більшу незалежність колоній. Прем'єр-міністр СРСР запропонував ліквідувати альянс.
Почалася короткочасна війна між США І СРСР та іншими державами. Відбулися обміни ядерними ударами між двома наддержавами, що спричинило величезні руйнування, зокрема цілковите знищення Москви і Вашингтона. Тисячі людей тікають з Землі на усіх доступних космічних кораблях. Ямайка і Тірольські Альпи зазнали незначних пошкоджень. Багато вцілілих з Індії і Пакистану перемістилися у Гімалаї, окремі спільноти процвітали станом на 31-ше століття.
Земля ніколи знову не стала важливим гравцем у міжзоряній політиці. Наступну тисячу років жодна планета не досягла кількості населення, рівного земному у 20-му і 21-му століттях.
Знищення Землі зруйнувало несамодостатні колонії. Загинуло 75 % населення Хейвену .

### Місяць
Природний супутник Землі. Розташовувалися Великий Сенат і Командування Флоту Співволодіння.

### Спарта
Відкрита 2010 і названа Ботані-бей. Перше дослідження виявило привабливі умови проживання без значних мінеральних ресурсів. Гравітація 1,22 земної. Добовий цикл 20 годин. Рік 1,6 земного. Атмосфера подібна до земної, з атмосферним тиском 1,17. Суходолу загалом приблизно вдвічі менше земного, більшість якого на екваторіальному континенті, глибоко порізаному внутрішніми морями. Клімат континенту від субтропічного на екваторі до субарктичного на північних узбережжях.
Супутник Цитера масою 1,7 місячних.
Місцеві форми життя переважно морські. На суходолі примітивна рослинність і прості комахоподібні. Стандартний тераформувальний набір застосовано 2011, Набір вищих ссавців категорії VI застосовано 2022. Земні види витіснили 92 % місцевих.
Дослідницька станція Співволодіння створена 2024, доставку примусових поселенців почато 2032.
2036 права на поселення передано товариству Конституціоналістів, допоки вони погоджуватимуться приймати примусових переселенців.
2038 почато заселення.
2040 надано самоуправління.
2062 королівство Спарта визнано Великим Сенатом як незалежну державу, Співволодіння зберегло анклав у столиці і планета продовжила приймати примусових поселенців.
2110 коронація короля Спарти і його одруження з правителькою Святой Єкатєріни. Колишній Флот Співволодіння присягнув Спарті. Початок панування Спарти.
2120 Спарта контролює значну частину космосу і є неофіційною першою міжзоряною імперією.
2250 проголошено Імперію людей з королем Спарти на чолі. Спартанська Гегемонія контролює увесь населений людьми космос.

### Саурон
Батьківщина суперлюдей. Має значні запаси металів. Генетично модифіковані жителі переконані, що найвищим проявом людства є війна.
2603 Саурон спричинив війни за незалежність, які знищили першу Імперію Людей.
Бомбардування Імперією 2640 призвели до знелюднення планети.

### Хейвен
Другий супутник четвертої планети в системі Баєрса. Планета розташована за межами придатної для життя зони зірки класу G2, має масу 1,3 юпітерських, що забезпечує супутник достатньою енергією для мінімально задовільних умов проживання. Супутник припливно захоплений планетою, але обертається не синхронно як Місяць. Розміром менше за Землю, має значно тоншу атмосферу. Близькість до планети спричиняє значну сейсмічну активність. На поверхні присутні високі гори і глибокі ущелини.
Екваторіальна зона має помірний клімат, майже задовільні умови проживання має одна глибока долина.
Місцеві форми життя біохімічно подібні до земних, але мають незвичайні білки, що зробило їх небезпечним для першопоселенців. Спроби вживити земні організми буди частково успішними.

### Мошка-прайм
Планета в системі Мошки (Зіниці Господа). Атмосфера отруйна для людей, дихання можливе через фільтри.
Гравітація 0,78 земної. Радіус 0,84, маса 0,57. Добовий цикл 27,33 годин. Рік 0,937 земного. Один невеликий супутник астероїдного походження. Термоядерний генератор і енергопередавальна станція на супутнику надважливе джерело місцевої цивілізації.
Середня температура низька, полюси вриті кригою і незаселені. Екваторіальні і тропічні регіони мають високо температуру. Половина поверхні планети вкрита океаном. Рельєф переважно рівнинний, невисокі гори значно еродовані. Угіддя надмірно культивуються. Планета заселена мошкитами і страждає від перенаселення.
3017 два військові кораблі людей досягли системи Мошки, повернулися наступного року. Організовано блокаду системи Мошки.

## Організації

### Співволодіння
До 2000 США і СРСР об'єдналися у Співволодіння. Низка договорів передала зовнішню політику обох держав наднаціональному рівню, залишивши незалежними внутрішні справи. Утворення альянсу припинило третю холодну війну. Запроваджено заборону військових досліджень, обмежено поширення ядерної зброї.
Великий сенат складається з представників двох наддержав, інші держави не присутні, навіть як спостерігачі. Решта держав зберегли власні атрибути державності, зокрема уряд, збройні сили, зовнішні відносини.
З початком освоєння інших планет утворено міжзоряну імперію.
2103 Кілька країн американського і неорадянського блоків запропонували Сенату Співволодіння ухвалу про власну незалежність, Саурон запропонував ухвалу про більшу незалежність колоній. Прем'єр-міністр СРСР запропонував ліквідувати альянс.
Почалася війна між США І СРСР та іншими державами. Відбулися обміни ядерними ударами між двома наддержавами, що спричинило величезні руйнування. Кінець Співволодіння. Тисячі людей тікають з Землі на усіх доступних космічних кораблях. Колишній Флот Співволодіння полишив Землю, його радянські частини обрали планету Святая Катерина як нову базу.

### Імперія людей
2110 коронація короля Спарти і його одруження з правителькою Святой Єкатєріни. Колишній Флот Співволодіння присягнув Спарті. Початок панування Спарти.
2120 Спарта контролює значну частину космосу і є неофіційною першою міжзоряною імперією.
2250 проголошено Імперію людей з королем Спарти на чолі. Спартанська Гегемонія контролює увесь населений людьми космос.

### Друга Імперія людей
Міжзоряна імперія, під контролем якої понад 200 планет. Центр на планеті Спарта. Конституційна монархія зі спадковим імператором на чолі. Імперський космічний флот втілює накази корони і її представників, також захищає світи від піратів, придушує повстання і виконує карні заходи. Жінки можуть служити у Флоті, хоча в Імперії панує дискримінація за статтю.
Імперія поділена на сектори з віцекоролями на чолі, як представниками корони. Кожен сектор має власні уряд і парламент.
Населені планети залежно поділяються на різні класи. Королівства-члени напівавтономні, Класифіковані світи мають самоуправління, але імперія значно впливає на них. Перший клас керується генерал-губернатором, має уряд і парламент, обраний населенням, і може надсилати представників до імперського парламенту. Колонії технологічно відсталі і не досягли рівня космічних польотів, керуються віцекоролями, шляхтою й імперськими колоністами.

## Твори
- Космічний корабель для короля (англ. A Spaceship for the King), роман з продовженням, Джеррі Пурнелл, 1973, 1981 розширено в роман Космічний корабель короля Давида (англ. King David's Spaceship).
- Він упав у чорну діру (англ. He Fell into a Dark Hole}), оповідання, Джеррі Пурнелл, 1973.
- Мошка у зіниці Господа (англ. The Mote in God's Eye), роман, Джеррі Пурнелл, Ларрі Нівен, 1974 — номінації Хʼюґо, Небʼюла, Локус, 1975.
- Мошка у зіниці Господа (англ. The Mote in God's Eye), оповідання, Ларрі Нівен, 1976, передмова до однойменного роману.
- Народження вогню (англ. Birth of Fire), роман, Джеррі Пурнелл, 1976.
- Захід честі (англ. West of Honor), роман, Джеррі Пурнелл, 1976, 1990 додано у збірку Легіон Фалькенберґа (англ. Falkenberg's Legion).
- Найманець (англ. The Mercenary), роман, Джеррі Пурнелл, лютий 1977, 1990 додано у збірку Легіон Фалькенберґа (англ. Falkenberg's Legion).
- Вища справедливість (англ. High Justice), збірка оповідань, Джеррі Пурнелл, травень 1977, 2008 з романом Вигнанці честі перевидано як Вигнанці і слава (англ. Exile—and Glory).
- Вигнанці честі (англ. Exiles to Glory), роман, продовження збірки Вища справедливість, Джеррі Пурнелл, 1978, 2008 перевидано зі збіркою як Вигнанці і слава (англ. Exile—and Glory).
- Космічний корабель короля Давида (англ. King David's Spaceship), роман, Джеррі Пурнелл, 1980, розширено з роману Космічний корабель для короля.
- Рефлекс (англ. Reflex), оповідання, Ларрі Нівен, Джеррі Пурнелл, 1982, уривок першого розділу з роману Мошка у зіниці Господа.
- У пам'ять про Ховарда Ґрота Літтлміда (англ. In Memoriam: Howard Grote Littlemead), поема за романом Мошка у зіниці Господа, Ларрі Нівен, 1984.
- Світ війни, том 1: Палаюче око (англ. War World), збірка, 1988.
- Принц найманців (англ. Prince of Mercenaries), роман, Джеррі Пурнелл, 1989, 2002 перевидано у збірці Принц.
- Легіон Фалькенберґа (англ. Falkenberg's Legion), збірка, Джеррі Пурнелл, 1990, 2002 перевидано у збірці Принц.
- Світ війни, том 2: Заколот Мертвої Голови (англ. War World, Vol 2: Death's Head Rebellion), збірка, 1990.
- Розкажи спартанцям (англ. Go Tell The Spartans), роман, Стівен Стерлінг, Джеррі Пурнелл, 1991, 2002 перевидано у збірці Принц.
- Світ війни, том 3: Панування Саурону (англ. War World, Vol 3: Sauron Dominion), збірка, 1991.
- Співволодіння: Повстання у Світі війни (англ. CoDominium: Revolt on WarWorld), збірка, липень 1992.
- Світ війни: Криваві чвари (англ. War World: Blood Feuds), роман, грудень 1992.
- Стискаюча рука (англ. The Gripping Hand), роман, Ларрі Нівен, Джеррі Пурнелл, січень 1993.
- Принц Спарти (англ. Prince of Sparta), роман, Стівен Стерлінг, Джеррі Пурнелл, березень 1993, 2002 перевидано у збірці Принц.
- Вигнанці честі, перероблене видання (англ. Exiles to Glory: Revised Edition), перероблене видання роману Вигнанці честі, грудень 1993.
- Світ війни: Кривава помста (англ. War World: Blood Vengeance), роман, січень 1994.
- Світ війни, том 4: Вторгнення (англ. War World, Vol 4: Invasion), збірка, серпень 1994.
- Принц (збірка) (англ. The Prince (anthology)), перевидані у збірці Принц найманців, Легіон Фалькенберґа, Розкажи спартанцям, Принц Спарти і додатки, Стівен Стерлінг, Джеррі Пурнелл, 2002.
- Світ війни: Битва за Саурон (англ. War World: The Battle of Sauron]), роман, Джон Карр, Дон Хоторн, 2007.
- Вигнанці і слава (англ. Exile—and Glory), перевидані у збірці Вища справедливість і Вигнанці честі, Джеррі Пурнелл, 2008.
- Чужопланетники (англ. Outies), роман, Дженніфер Пурнелл, квітень 2010.
- Світ війни: Відкриття (англ. War World: Discovery), збірка, серпень 2010.
- Світ війни: Поглинання (англ. War World: Takeover), збірка, 2011.
- Світ війни: Джихад! (англ. War World: Jihad!), збірка, Джон Карр, 2012.
- Світ війни: Око без повік (англ. War World: The Lidless Eye), роман, Джон Карр, Дон Хоторн, січень 2013.
- Світ війни: Битва за Саурон (друге видання) (англ. War World: The Battle of Sauron - 2nd Edition), роман, Джон Карр, Дон Хоторн, лютий 2013.
- Світ війни: Повстання кіборгів (англ. War World: Cyborg Revolt), роман, Джон Карр, Дон Хоторн, серпень 2013.
- Світ війни, том 1: Палаюче око (друге видання) (англ. War World, Vol 1: The Burning Eye - 2nd Edition), перевидана збірка з доповненнями, 2015.
- Світ війни: Громадянські війни (англ. War World: The Patriotic Wars), збірка, 2017.
- Світ війни: Полк Фалькенберґа (англ. War World: Falkenberg’s Regiment), роман, 2018.
- Світ війни: Кінець Співволодіння (англ. War World: The Fall of the CoDominium), збірка, 2019.